# لفینگ گریوی
لَـفینگ گِـریوی (انگلیسی: Laughing Gravy) یک فیلم کوتاه کمدی آمریکایی به کارگردانی جیمز دبلیو هورن است که در سال ۱۹۳۱ منتشر شد.

## بازیگران
- استن لورل
- اولیور هاردی
- چارلی هال
- هری برنارد